# 灵山塔
灵山塔，位于中国河北省三河市大唐回村，为三河市的一个省级文物保护单位，类型为古建筑，公布时间为1993年7月15日。
灵山塔的历史年代为明代。